# فرحان (أمير اللحية)
فرحان (توفي عام 1762) كان أميرًا في القرن الثامن عشر في منطقة اللحية الواقعة حاليًّا في اليمن.

كان فرحان عبدًا سابقًا ارتقى إلى منصب رفيع في عهد الإمام المهدي العباس، وكان حاكمًا للحية في منتصف القرن الثامن عشر، ورد ذكره عندما طلبت مجموعة من الدنماركيين الذين زاروا شبه الجزيرة العربية في "رحلة مراقبة واكتشاف" الإذن بالسفر عبر أراضيه:
" الدولة أو الأمير هو اللقب الذي يطلقه العرب على حكام المدن. كان أميرًا من اللحية، واسمه فرحان. كان من مواليد أفريقيا، أسود البشرة تمامًا؛ لكنه جُلب إلى الجزيرة العربية في شبابه، وبيع لرجل ذي مكانة، توفي منذ ذلك الحين، بعد أن شغل أحد المناصب الأولى في خدمة الإمام. لقد قُدم لفرحان في صغره تعليم جيد، ووظَّفه في منصب مميز، قدم فيه الكثير من الرضا، حتى أن فضائله سرعان ما رفعته إلى مرتبة الدولة في مدينة كبيرة. لقد وجدناه يمتلك أدبًا كريمًا كرجل نبيل، وأمانة صارمة، وإحسانًا صادقًا كصديق حقيقي للبشرية."
كان الأمير فرحان متفتح الذهن وفضوليًا فكريًا. وبما أن الأوروبيين الذين التقى بهم في السابق كانوا مجرد تجار، فقد فوجئ عندما علم أن الدنماركيين كان لديهم طبيب وعالم نبات وعالم فلك بين مجموعتهم، واقترح عليهم على الفور البقاء لبعض الوقت في أراضيه لمواصلة أبحاثهم قبل السفر إلى وجهتهم وهي مونئ المخا، تحت حمايته. وبما أن الدنماركيين كانوا قد لاقوا في السابق استقبالًا أكثر عدائية من حكام المدن العربية، فقد أُعجبوا بنهج فرحان المختلف للغاية، ورغم أن جدولهم لم يسمح لهم بالإقامة الطويلة فقد انفصلوا عنه بعد شهرين بأسف شديد. يصفه عضو البعثة كارستن نيبور في روايته عن رحلاتهم بأنه "فرحان الطيب" ويذكر اهتمامه الخاص بالأدوات العلمية التي أحضرها الدنماركيون. وكانت الهدايا الوداعية التي اختاروها له عبارة عن منظار وساعة.
ويذكرون أيضًا أنه قام بتعزيز تحصينات اللحية ونجحَت قواته في صد غارة على المدينة.
بعد نشر رواية نيبور باللغة الفرنسية، اُستُهد بمثال الأمير فرحان في الأدبيات المناهضة للعبودية لدحض الادعاءات الأوروبية حول الدونية الطبيعية المفترضة للأفارقة.